# Притча о неправедном судии

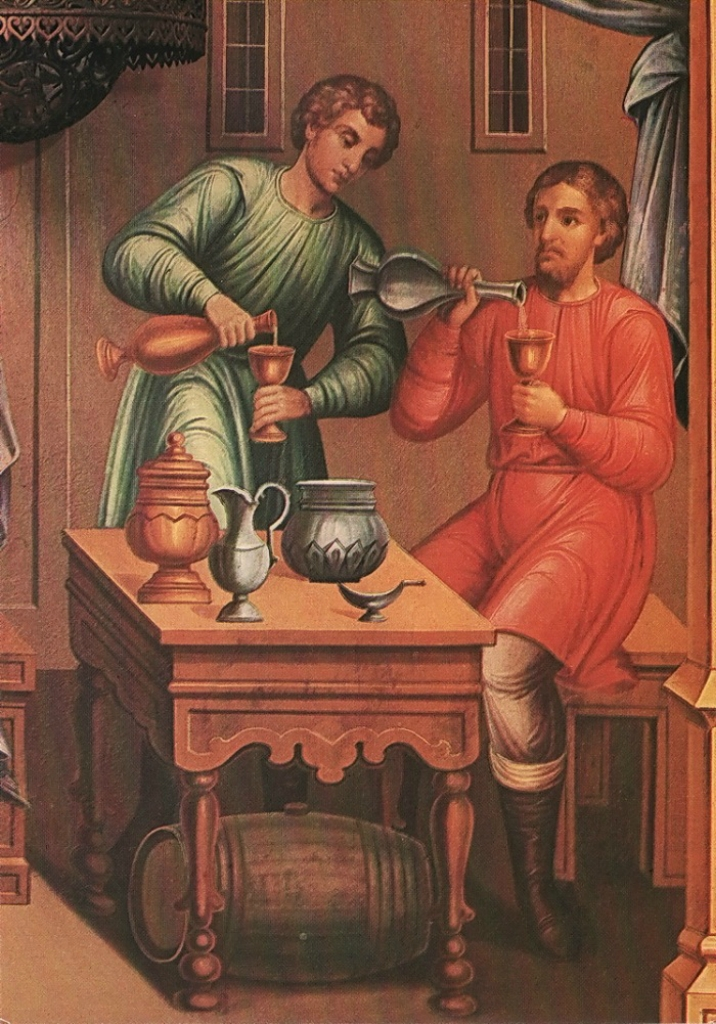
Притча о праведном и неправедном судье. Роспись западной стены Грановитой палаты. 1882

При́тча о непра́ведном судии́ — одна из притч Иисуса Христа, содержащаяся в Евангелии от Луки. В ней говорится о судье, который не желал защищать вдовицу, но, чтобы та не докучала ему, согласился помочь:

Сказал также им притчу о том, что должно всегда молиться и не унывать, говоря: в одном городе был судья, который Бога не боялся и людей не стыдился. В том же городе была одна вдова, и она, приходя к нему, говорила: защити меня от соперника моего. Но он долгое время не хотел. А после сказал сам в себе: хотя я и Бога не боюсь и людей не стыжусь, но, как эта вдова не дает мне покоя, защищу её, чтобы она не приходила больше докучать мне. И сказал Господь: слышите, что говорит судья неправедный? Бог ли не защитит избранных Своих, вопиющих к Нему день и ночь, хотя и медлит защищать их? Сказываю вам, что подаст им защиту вскоре. Но Сын Человеческий, придя, найдет ли веру на земле?
— Лк. 18:1-8

## Богословское толкование
Притча разъясняет заповедь Христа о необходимости всегда молиться и не унывать, ибо, если неотступность вдовы побудила судью неправедного заступиться за неё, то возможно ли думать, что Судья Праведный, то есть Бог, не услышит молитв человека и не сделает благо ему? При этом в притче не сказано о том, была ли праведна сама вдовица, но обращено внимание на настойчивость и твёрдость её в просьбах. А там, где нет места сомнениям, не будет места и унынию.
Святитель Феофилакт Болгарский, рассуждая о значении притчи, указывает на существование более обстоятельных значений приведенных в ней образов:

Некоторые пытались как можно обстоятельнее изложить эту притчу и осмеливались прилагать её к действительности. Вдова, — говорили они, — есть душа, отвергшая прежнего своего мужа, то есть диавола, который поэтому стал соперником, постоянно нападающим на неё. Она приходит к Богу, Судии неправды, который, то есть, осуждает неправду. Сей Судия Бога не боится, ибо Он един только Бог, и не имеет другого, которого мог бы бояться, и людей не стыдится, потому что Бог не взирает на лице человека (Гал. 2, 6). Над этой вдовой, над душой, постоянно просящей у Бога защиты от соперника её — диавола, Бог умилостивляется, так как докучливость её побеждает Его. — Такое разумение, кому угодно, пусть принимает.

Притча о неправедном судии рассказана Христом после удручающих для учеников слов о том, что «придут дни, когда пожелаете видеть хотя один из дней Сына Человеческого, и не увидите» (Лк. 17:22), дабы укрепить их в вере и удержать их от уныния. Завершается притча продолжением темы эсхатологического ряда: «Но Сын Человеческий, придя, найдет ли веру на земле?»:

Эти слова, несомненно, стоят в связи с предыдущей идеей о последнем суде. Христос как бы говорит: «Это уже несомненно, что Сын Человеческий придет, чтобы помочь верующим и наказать неверующих. Но вопрос в том, много ли больше веры найдет Он к Себе, приходя во второй раз, чем нашел при первом Своем пришествии на землю?»…
Но Христос не говорит, что мало найдет веры в среде христианства, а вообще изображает состояние человечества, «веру на земле»… Грусть слышится в этих словах Христа, Ему больно, что придется к большинству людей применить строгое осуждение, вместо того чтобы их помиловать и сделать участниками Своего славного Царства.